# Kumpusaari (ö i Norra Karelen, Mellersta Karelen)
Kumpusaari är en ö i Finland. Den ligger i sjön Orivesi och i kommunen Rääkkylä i den ekonomiska regionen  Mellersta Karelens ekonomiska region  och landskapet Norra Karelen, i den sydöstra delen av landet, 300 km nordost om huvudstaden Helsingfors. Öns area är 23,4 hektar och dess största längd är 1 kilometer i nord-sydlig riktning.